# Josef Zítek
Josef Zítek nebo také Josef von Zitek (4. dubna 1832 Karlín – 2. srpna 1909 Smíchov) byl český architekt, autor původního projektu Národního divadla v Praze.

## Život a dílo
Narodil se v roce 1832 v pražském předměstí Karlíně. Otec zemřel na choleru krátce před jeho narozením. Vyrůstal s matkou a starším bratrem zpočátku v nuzných poměrech. V roce 1839 dostala matka místo pradleny v domě advokáta Adolfa Pinkase, který Josefovi umožnil získat vzdělání. 
Od roku 1848 studoval pražskou polytechniku, od roku 1851 přešel na polytechniku a Akademii výtvarných umění ve Vídni. Jako výborný student byl osvobozen od školného z důvodu nemajetnosti, studoval italštinu, francouzštinu a ruštinu. Vyučil se i zednickému řemeslu. Studium ukončil v roce 1854 s vyznamenáním a nastoupil do ateliéru architekta Josefa Kannera. Po dvou letech přešel do ateliéru svých bývalých profesorů van der Nülla a Sicarda, kde za svůj první samostatný projekt získal v roce 1858 římskou cenu architektury spojenou s dvouletým pobytem v Římě na náklady francouzského krále.  
Studijní pobyt v Itálii, kde poznal bohatost římských staveb, měl velký vliv na jeho tvorbu. V letech 1858–1862 absolvoval stipendijní studijní pobyty v Itálii, Francii a Německu. Při pobytu v Itálii získal mecenáše ve výmarském velkovévodovi Karlu Alexandrovi. První velkou zakázku, Zemskou galerii a muzeum ve Výmaru, realizoval v letech 1863–1868. Následovaly projekty pro další šlechtické rody na přestavby zámků v Bečově a Petrohradu.  
V letech 1864–1904 působil jako profesor na Zemském polytechnickém ústavu v Praze. Jeho žáky byli například Antonín Wiehl, pozdější vůdčí osobnost české neorenesance  a Josef Schulz, s nímž spolupracoval na několika stavbách. V roce 1866 uspořádal na Staroměstské radnici výstavu svých skic a výkresů z cest po Itálii a Francii.  Usiloval o možnost podílet se na vybudování Národního divadla a přihlásil svůj projekt do vyhlášené soutěže. Jeho návrh byl odbornou komisí posouzen jako nejlepší a valná hromada přípravného Sboru oficiálně schválila jeho realizaci. Mezi jeho další práce z tohoto období patří schodiště Thunovského paláce na Malé Straně, návrh pomníku K.H.Borovského na Olšanských hřbitovech a především projekt Mlýnské kolonády v Karlových Varech.  Věnoval se také restaurování historických staveb.
Po požáru Národního divadla v roce 1881 jeho tvůrčí činnost ustala. Stavbu provázelo od samého začátku mnoho sporů, hádek a osobních útoků, které se po požáru ještě přiostřily. Sbor Národního divadla odmítl projekt obnovy zpracovaný Josefem Zítkem a ten po hlasech, které mu přičítaly odpovědnost za požár i odjezd na svatební cestu do ciziny, na místo architekta Národního divadla rezignoval.  Zařekl se, že do znovuotevřeného divadla už nikdy nevstoupí. Rekonstrukci dokončil jeho žák Josef Schulz.   Posledním realizovaným návrhem Josefa Zítka (spolu s Josefem Schulzem) bylo Rudolfinum, dokončené roku 1884. Dále působil v různých památkových a uměleckých komisích, pracoval jako odborný poradce v oblasti architektury.
Od té doby většinu času strávil na zámku v jihočeských Lčovicích, který vyženil v roce 1881, když si po desetileté známosti vzal svou snoubenku Bertu Lippertovou.  Věnoval se úpravě svého sídla, hospodaření a výrobě sýrů. V roce 1885 se mu narodil syn Berthold a o tři roky později syn Rudolf. Ke konci svého života v roce 1908 získal titul barona.  Od roku 1881 bydlel Zítek s rodinou v Praze na Janáčkově nábřeží č. 53, kde také v roce 1909 zemřel. Je pochován v Malenicích poblíž Lčovic v okrese Strakonice.

## Projekty a stavby
- 1859: návrh na římskokatolický kostel v Rakové (okres Čadca)[8]
- 1862: restaurační budova Rudolfov v Jindřichově Hradci
- 1862: návrh na restaurování zámku v Bečově nad Teplou (částečná realizace)
- 1863–1868: Zemská galerie a muzeum ve Výmaru. Budova byla téměř zničena v roce 1945, rekonstrukcí prošla teprve v letech 1996–1998, nyní je sídlem Neues Museum Weimar.[zdroj?]
- 1864: projekt pivovaru a návrh přestavby zámku hraběte Černína v Petrohradu [9]
- 1865–1881: návrh Národního divadla v Praze (po požáru roku 1881 projekt převzal Josef Schulz)
- 1871–1881: Mlýnská kolonáda v Karlových Varech
- 1876–1881: Rudolfinum v Praze (spolu s Josefem Schulzem)
- od r. 1883: úprava vlastního sídla – zámku ve Lčovicích
- 1899: Gymnázium Děčín

## Galerie

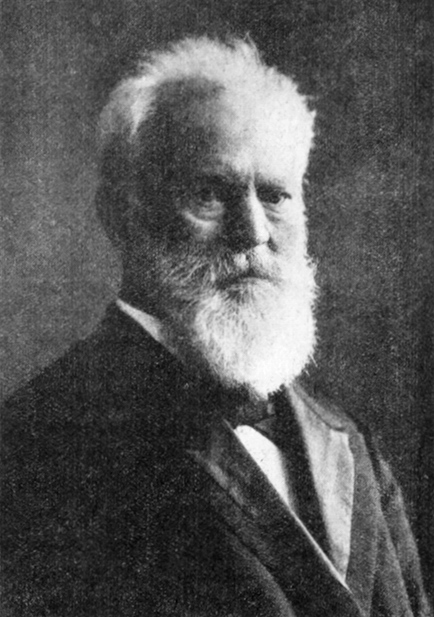
Josef Zítek
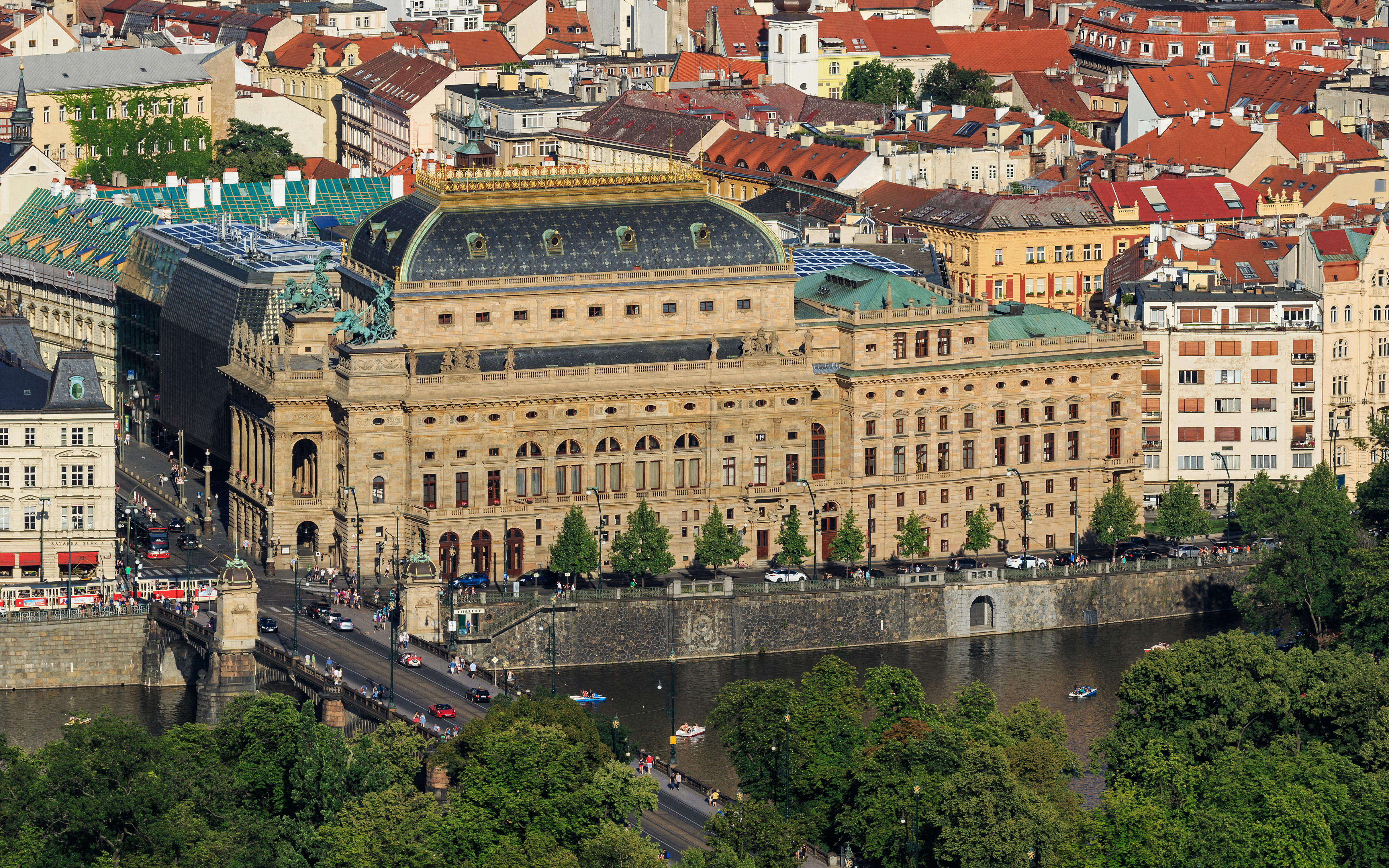
Budova Národního divadla
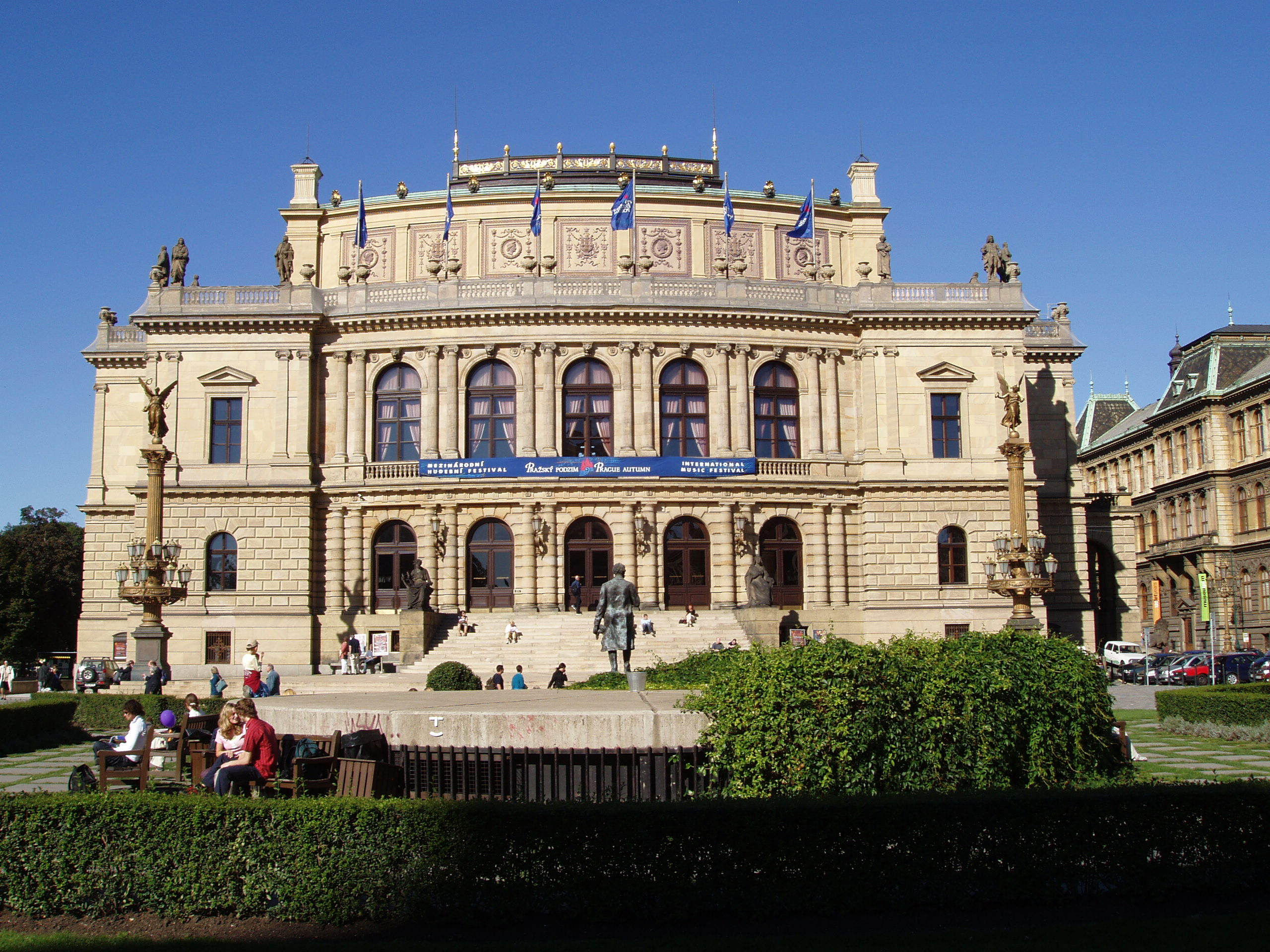
Rudolfinum
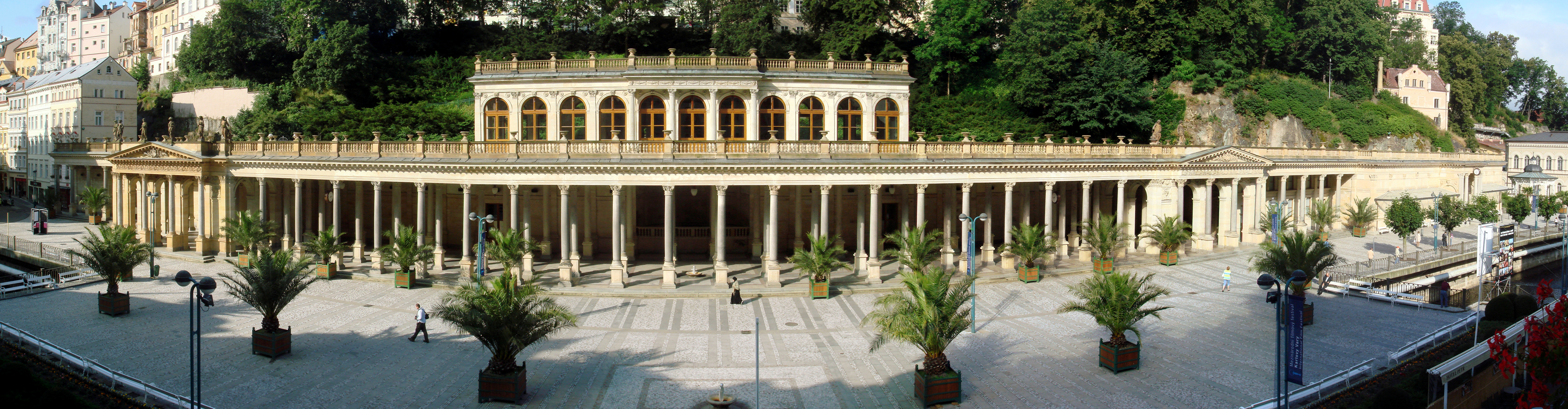
Mlýnská kolonáda v Karlových Varech
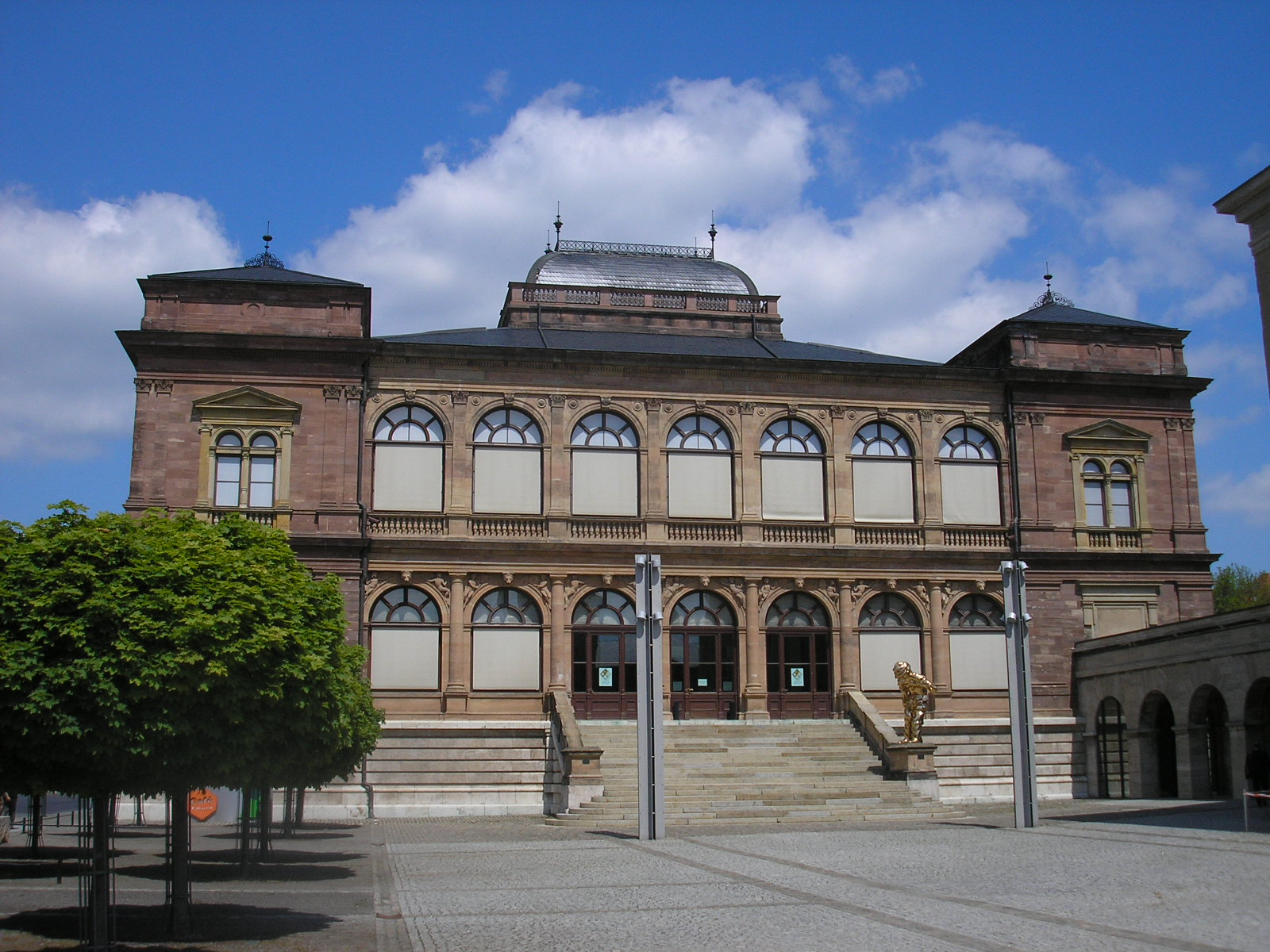
Neues Museum ve Výmaru
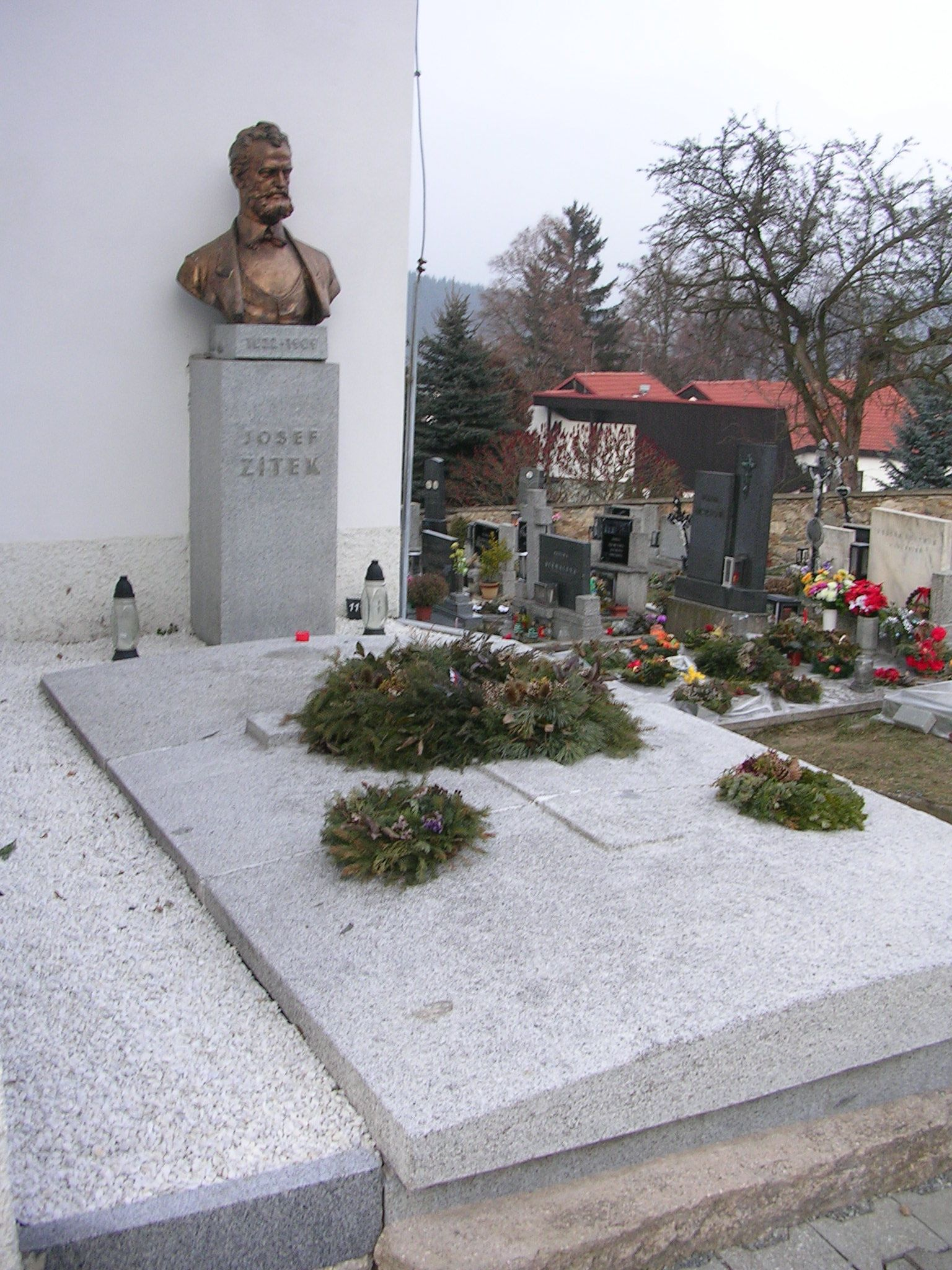
Hrob Josefa Zítka v Malenicích